# Quando Rondo
Quando Rondo, bürgerlich Tyquian Terrel Bowman (* 23. März 1999 in Savannah, Georgia), ist ein US-amerikanischer Rapper, Sänger und Songwriter.

## Biografie und Leben
Bowman wurde in Savannah, Georgia am 23. März 1999 geboren. Sein Vater war den größten Teil seiner Kindheit im Gefängnis, und seine Mutter war drogenabhängig. Wegen dieser Umstände wurde er zur Adoption freigegeben. Er wuchs in einem Viertel auf, das anfällig für Verbrechen und Bandenaktivitäten war, und wurde schon in seiner Kindheit in die Kriminalität verwickelt, was dazu führte, dass er in seiner Jugend viel Zeit innerhalb und außerhalb der Vereinigten Staaten von Amerika in Jugendstrafanstalten verbrachte. Er hatte weder die High School noch das College besucht und begann während seiner Haft zu rappen, und es stellte sich heraus, dass Bowman ein außerordentliches musikalisches Talent besaß, und er begann sich zunehmend auf die Musik zu konzentrieren. Ihm gelang der Einstieg in die digitale Rap-Szene und er verdiente sich fortlaufend mehr Anerkennung für seine Songs.
2017 begann er Abschnitte seiner Songs auf SoundCloud zu teilen. Kurz darauf gewann sein Instagram-Account viele neue Follower und sein Talent wurde von großen Künstlern wie The Game, Birdman, und Youngboy Never Broke Again anerkannt.

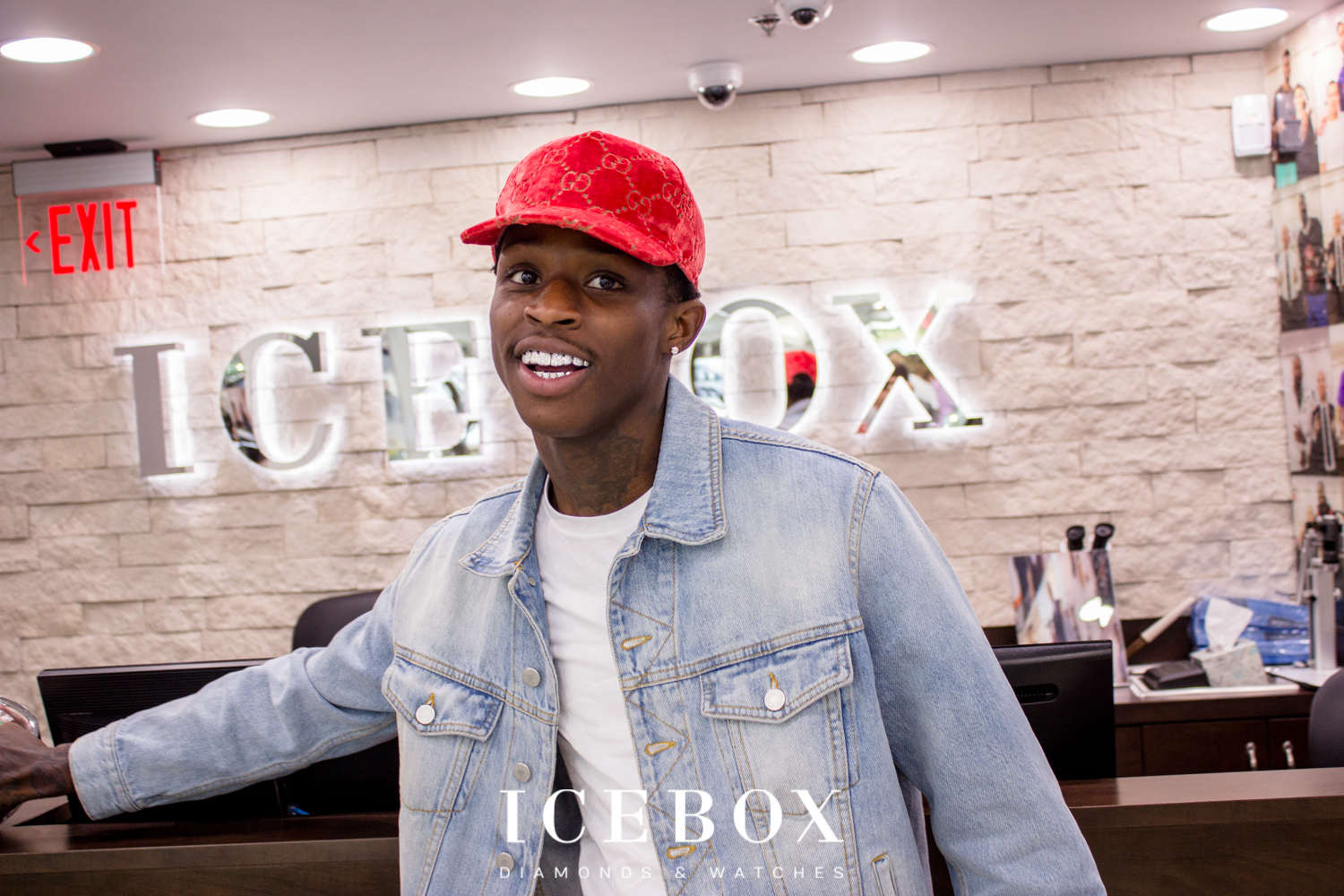
Quando Rondo (2019)

Er ist bei Never Broke Again und Atlantic Records unter Vertrag. Er erlangte zunächst Aufmerksamkeit mit der Veröffentlichung seines Songs I Remember mit Lil Baby im Januar 2018. Anschließend veröffentlichte er drei Mixtapes, Life B4 Fame (2018), Life After Fame (2018) und From the Neighborhood to the Stage (2019). Sein Song Motivation wurde auf dem beliebten YouTube-Kanal WorldStarHipHop veröffentlicht.

## Privatleben
Bowman war nie verheiratet. Seine Freundin Kiyaah lebt in Atlanta und besucht dort noch die High School. Zuvor war er bis 2020 mit Jai Doll liiert, mit der er die gemeinsame Tochter Italy Naomi hat.
2020 tauchten erstmals Todesgerüchte auf, als er in eine Schießerei verwickelt wurde, bei der der Rapper King Von verstarb. 2021 kam er in einem Supermarkt in Georgia in einen Kugelhagel, bei dem er jedoch nicht verletzt wurde. Am 24. Oktober 2024 wurde in diesem Zusammenhang der Rapper Lil Durk in der Nähe des Miami International Airport verhaftet und mit einer Anklage wegen Verschwörung zum Auftragsmord an Bowman konfrontiert. Fünf weitere Personen mit Verbindungen zu Lil Durks Rap-Kollektiv Only the Family (OTF) wurden ebenfalls angeklagt. Da Lil Durk Flüge zu unterschiedlichen Destinationen gebucht hatte, wurde ein Fluchtversuch vermutet.

## Chartplatzierungen
- Die Mixtapes Life After Fame, veröffentlicht am 24. September 2018, und From the Neighborhood to the Stage, veröffentlicht am 10. Mai 2019, erreichten die Platzierungen 174 und 29[6] in den Billboard 200 Charts in den Vereinigten Staaten.
- Das Debütalbum QPac, erschienen am 10. Januar 2020 bei den Labels Never Broke Again und Atlantic Records erreichte als Neueinsteiger Platz 22 in den Billboard 200 Charts der Vereinigten Staaten.[7] Des Weiteren belegte das Album Platz 14 in den Top R&B/Hip-Hop Albums Charts[8] sowie Platz 78 in den Billboard Canadian Albums Charts.[9]

## Diskografie (Auswahl)
Alben
- 2020: QPac (Atlantic Records)

Mixtapes
- 2018: Life B4 Fame (Labellos)
- 2018: Life After Fame (Atlantic Records)
- 2019: From the Neighborhood to the Stage (Atlantic Records)
- 2020: Diary of a Lost Child (Atlantic Records)
- 2020: Before My Time Up (Atlantic Records)

Singles und EPs
- 2018: I Remember (feat. Lil Baby; US: Platin)
- 2018: ABG (US: Platin)
- 2018: Nobody Hold Me (YoungBoy Never Broke Again feat. Quando Rondo, US: Gold)
- 2018: This for The (YoungBoy Never Broke Again feat. Quando Rondo, US: Gold)
- 2018: Bacc to the Basics (US: Gold)
- 2019: Imperfect Flower (US: Platin)
- 2019: Scarred from Love (US: Gold)
- 2019: Marvelous (feat. Polo G, kein Label)
- 2019: New Ones (feat. Nocap, US: Gold)
- 2019: Dope Boy Dreams (US: Gold)
- 2020: How I Feel (Remix) (T.R.U., Skooly Feat. Nocap & Quando Rondo, Atlantic Records)
- 2020: How’d I Make It (kein Label)
- 2020: Caught Up in My Thoughts (kein Label)
- 2022: Outta Here Safe (YoungBoy Never Broke Again feat. Quando Rondo & Nocap, US: Gold)